# Tomás Elorrieta y Artaza
Tomás Elorrieta y Artaza (1883-1949) fue un jurista, político y profesor español. Catedrático de derecho político en diversas universidades del país, entre licencias y excedencias profesionales, dedicó poco tiempo efectivo a la enseñanza de la asignatura, aunque fue activo profesor de la Escuela Social en los años 1940. Miembro del partido liberal monárquico durante la Restauración, etapa durante la que fue elegido diputado y senador, también se desempeñó como ensayista y conferenciante de cuestiones históricas, filosóficas y jurídico-políticas. Ocupó en reiteradas ocasiones, durante la dictadura de Primo de Rivera, la República y el régimen franquista, altos puestos en la Administración, principalmente en sus ramos de enseñanza, trabajo y exteriores. Estuvo casado con Rosario Lacy.

## Biografía

### Formación
Nacido en la localidad vizcaína de Bermeo en 1883, cursó estudios de filosofía y letras en la extinta Universidad de Oñate, obteniendo el grado de licenciado con sobresaliente. Siguió los estudios de derecho en la Universidad Central de Madrid, donde se licenció con sobresaliente y premio extraordinario en 1902. Se doctoró en derecho, con la calificación de sobresaliente, en enero de 1904, con un estudio sobre la «Organización municipal».
Pensionado por el Ministerio de Instrucción Pública para ampliar estudios en París previa oposición entre doctores en el curso 1905/1906, presentando en 1908 una memoria sobre la enseñanza del derecho en Francia ante el claustro de la Universidad Central, cuyas conclusiones fueron publicadas en la Gaceta a propuesta del tribunal que la evaluó. Para aquella oposición, celebrada en junio de 1905, realizó un trabajo sobre «La doctrina Aristotélica del Estado y las doctrinas políticas modernas». En su estancia en París asistió al seminario de «Derecho público y Ciencia política» del profesor Larnaude.
Disfrutó también de una pensión en Inglaterra en 1910, financiada en esta ocasión por la Junta para la Ampliación de Estudios. La historia es esta: en agosto de 1907 solicitó una beca a la Junta con el fin de ampliar su formación en «Derecho constitucional» y «Ciencia Política» en la «Escuela de Ciencias Políticas y Económicas de Londres», en la «Universidad de Oxford», en la de Harvard y en «Colegio Universitario de Nueva York». Aun siendo propuesto para la pensión, no se proveyeron los fondos necesarios para la misma. En mayo de 1909 volvió a solicitar otra pensión de estudios a la Junta, esta vez para investigar una de las cuestiones planteadas por el propio organismo, que guardaba a su vez conexión con su cargo de auxiliar de la Sección de Estadística del Instituto de Reformas Sociales: «Estudio en Alemania e Inglaterra de la Estadística con relación a los problemas sociales». Fue propuesto de nuevo, pero el Ministerio de Instrucción Pública denegó la propuesta de la Junta por no formar parte del cuerpo de auxiliares numerarios. Planteado recurso por Elorrieta, el ministerio resolvió –el 1º de marzo de 1910– abrir las convocatorias a quienes se hallasen en su situación (ocupaba el puesto, como ahora se verá, de auxiliar-sustituto personal de un catedrático), pero no le concedió la pensión para la que había sido propuesto. El mismo 10 de marzo volvió a solicitar a la Junta para que le propusiese de nuevo para la pensión. El 26 de marzo se le otorgó por un periodo de seis meses, comenzando el primero de abril. Habiendo planeado pasar el primer semestre en Alemania, solicitó el 28 de marzo una ampliación de la pensión concedida durante los meses de octubre, noviembre y diciembre. Finalmente, permaneció en Londres desde abril hasta final de año, estudiando en el Departamento de Trabajo del Ministerio de Comercio y asistiendo a cursos en la London School, como los impartidos por Sidney Webb.
En febrero de 1912, siendo ya catedrático, volvió a solicitar una pensión a la Junta para ampliar estudios en la «Escuela de Ciencias Políticas de la Universidad de Londres con el profesor de Oxford A. V. Dicey» y con «A. Ashley» durante los meses de abril, mayo y junio, en la «Sección de Estudios políticos de la Johns Hopkins University de Baltimore» durante los meses de julio, agosto y septiembre, y en la Universidad de Columbia (Nueva York), el último trimestre del año. El 27 de enero de 1914 volvió a solicitar una pensión a la Junta para realizar una estancia de ocho meses, a comenzar desde el primero de junio, entre Irlanda e Inglaterra, para desarrollar estudios sobre «Política agraria». Ninguna de las dos solicitudes prosperó.

### Carrera académica
La memoria de la estancia de investigación en París antes citada le dio derecho al nombramiento como auxiliar. Ingresó así en el profesorado universitario en calidad de «auxiliar sustituto personal del Profesor de Derecho político» por real orden de 28 de agosto de 1908. El titular de la cátedra jurídico-política madrileña en aquel entonces era Vicente Santamaría de Paredes, que puede, pues, considerarse su maestro.
En 1910 solicitó concurrir a las oposiciones para proveer la vacante de derecho político en la Universidad de Zaragoza. Se presentó finalmente a las oposiciones a la cátedra de la misma asignatura, vacante en la Universidad de Salamanca. Los ejercicios comenzaron el 11 de noviembre de 1911. Presidía el tribunal el propio Vicente Santamaría de Paredes. Vocales del mismo eran Eduardo de Hinojosa, Adolfo Moris, Miguel Moya y Adolfo González Posada, que ejercía de secretario en sustitución de José Rogelio Jove, quien excusó su asistencia por enfermedad. Solo se presentó a la oposición Tomás Elorrieta, aunque la firmaron, entre otros, Antonio Mesa Moles, Manuel Miguel Traviesas o Gonzalo Fernández de Córdoba. El cuarto ejercicio de carácter práctico lo realizó sobre la siguiente cuestión: «La inmunidad parlamentaria. Interpretación del artículo 47 de la Constitución vigente. Examen especial del caso en que los Senadores o Diputados sean ‘hallados infraganti’. Alcance que debe darse al texto constitucional». Y el quinto trabajo consistió en la exposición de su trabajo doctrinal sobre «El Reinado de la Ley en Inglaterra». Fue propuesto por unanimidad para ocupar la plaza.
Nombrado catedrático de derecho político en la Universidad de Salamanca por real orden de 27 de diciembre de 1911, tomando posesión el 19 de enero de 1912. Una vez catedrático, realizó en varias ocasiones intentos infructuosos de regresar a Madrid: por ejemplo, en agosto de 1912, solicitó concurrir a la oposición para cubrir la cátedra vacante de derecho administrativo en la Universidad Central; en 1916, se postuló como candidato para proveer la cátedra de doctorado sobre política social y legislación comparada del trabajo. Y en 1919 quiso participar en las oposiciones a la cátedra de derecho internacional público de la propia Universidad de Madrid. Finalmente, el 10 de enero de 1920, se trasladó a igual cátedra, la de derecho político, en la Universidad de Murcia, por permuta con su titular, Nicolás Rodríguez Aniceto, quien había sido auxiliar en la propia Universidad de Salamanca.
No todo este periodo, desde su ingreso en la cátedra de Salamanca en diciembre de 1911 hasta su traslado a Murcia en 1920, ejerció como profesor. Desde el 9 de octubre de 1916 estuvo excedente por ocupar acta de diputado a Cortes. Se le concedió licencia para ocuparse durante el curso 1919/20 en el Ateneo de Madrid, presidido entonces por Eduardo Sanz Escartín, del tema de la «Influencia de la guerra europea en la evolución de las ideas políticas y de los regímenes de gobierno». Solicitada información al claustro de la Universidad de Salamanca, se pronunció éste en contra de la agregación al Ateneo que finalmente se le autorizó, alegando que desde que tomó posesión había «disfrutado de cinco licencias», «estuvo excedente como Diputado a Cortes» desde octubre de 1916 «sin que hasta la fecha se haya reintegrado de hecho al servicio docente, que en sustitución suya estuvo casi siempre desempeñado por Auxiliares». Con posterioridad, cesaría por excedencia forzosa el 15 de octubre de 1923, meses después de haber sido nombrado inspector general de primera enseñanza. Al dimitir del cargo de inspector pasó a excedencia voluntaria de su cátedra. Comenzó aquí un dilatado periodo de dedicación a tareas principalmente burocráticas, aunque continuó publicando obras de divulgación jurídico-política.
El 12 de octubre de 1933 solicitó el reingreso en la primera cátedra vacante de derecho político. Alegó haber «continuado cultivando la especialidad científica correspondiente a la cátedra que ha desempeñado, en los años de su excedencia, publicando obras, artículos de revista, dando conferencias, y acudiendo a Congresos y Conferencias internacionales, relativos a las disciplinas del Derecho público». Se aceptó su solicitud por orden del 16 de octubre de 1933, pese a lo cual continuaría en excedencia y sin destino hasta la sublevación militar del 18 de julio de 1936. Elorrieta resultó depurado sin sanción en abril de 1939por el régimen franquista.
Una vez depurado, fue nombrado provisionalmente, por orden de 4 de diciembre de 1939, catedrático de derecho político de la Universidad de Valencia. El 17 de octubre de 1941 solicitó licencia por asuntos propios alegando lo siguiente: «Que a causa de las privaciones que sufrió en la época que estuvo en zona roja tiene desarreglos orgánicos que perturban su salud y le imponen la necesidad de suspender su labor diaria y descansar y reponerse en el seno de su familia que no reside en Valencia pues no ha podido trasladarla por ser numerosa»; para suplir su ausencia transitoria aseguraba «contar con un Auxiliar que además de persona competente que ha merecido bolsa de viaje para Italia es excombatiente y excautivo». En enero de 1943 solicitó licencia de tres meses sin sueldo, anunciando lo siguiente: «no probando a su salud el clima de Valencia, se verá obligado a pedir su excedencia voluntaria en el servicio de la enseñanza, en cuanto cumpla en él los tres meses que le faltan para llevar tres años efectivos en el desempeño de una cátedra». El certificado médico, fechado en 8 de enero, indicaba que padecía «reumatismo crónico y en la actualidad ataque agudo de gota, consecutivamente al cual ha tenido que ser operado de un ántrax por el Dr. Tortosa».
Finalmente fue declarado excedente voluntario por orden del 14 de octubre de 1943, siendo reintegrado nuevamente, de forma todavía provisional, a la Universidad de Valencia por orden del 12 de agosto de 1946. Como último puesto de su carrera académica, obtuvo por concurso de traslación la misma cátedra en la Universidad de Zaragoza por orden del 14 de abril de 1947. Por entonces ya desempeñaba otro cargo de alta administración en el Instituto Nacional de Previsión. Casado con Rosario de Lacy y Palacio, con quien tuvo siete hijos, uno de ellos el cineasta José María Elorrieta, falleció el 5 de enero de 1949.

## Otras ocupaciones
Fue profesor de derecho constitucional en la Escuela de Estudios Especiales del Ateneo de Madrid en 1907. Obtuvo la plaza por oposición ante tribunal compuesto por Gumersindo de Azcárate, Segismundo Moret y Rafael Mª de Labra, entre otros. También ejerció como auxiliar de la Sección de Estadística del Instituto de Reformas Sociales, en 1909.
En su faceta como político fue elegido diputado a Cortes por Illescas (Toledo) en 1916 por el partido liberal monárquico. Como diputado fue miembro de la Comisión mixta de Amnistía en 1918. También se desempeñó como senador por la provincia de León en la legislatura de 1923. Tomó asiento el primero de junio. Fue miembro de las Comisiones permanentes de los Ministerios de Hacienda y Trabajo.
Fue nombrado inspector general de primera enseñanza por real decreto de 11 de diciembre de 1922, cargo del que dimitió en octubre de 1923. Ocupó el cargo de vicepresidente de las Corporaciones Industriales y Agrícolas durante la dictadura de Primo de Rivera, periodo durante el que también fue diputado de la Asamblea Nacional Consultiva convocada por el dictador. Fue delegado de la Asociación Española para la Defensa de la Sociedad de Naciones, y designado vicepresidente de la Conferencia de Londres de 1927. Fue representante español en las conferencias de La Haya de 1928 y de Ginebra de 1930, además de asistir a las Conferencias sobre Progreso Social de Montreal y Viena. Presidió una Sección del Congreso Internacional de Ciencias Administrativas celebrado en Madrid en 1930.
Como asesor técnico del Consejo de Trabajo, tuvo «como misión intervenir en la preparación de proyectos de ley, en la interpretación de las leyes sociales y en el estudio de los convenios internacionales». Desempeñó como alto funcionario del Ministerio de Trabajo durante la dictadura de Primo y la República. Fue presidente del Comité Paritario de Artes Gráficas y del Comité Paritario de Electricidad, Gas y Agua, en ambos casos de Madrid, y durante el directorio, periodo en el que ejerció también como vicepresidente de las Corporaciones Industriales y Agrícolas. Convertido tras la República en presidente del Jurado mixto de Agua, Gas y Electricidad de Madrid, pasó en octubre de 1936 a desempeñar interinamente el cargo de presidente del Jurado mixto Nacional de Teléfonos.
Fue igualmente profesor de la Escuela Social de Madrid. En marzo de 1944 dictó conferencias sobre los problemas económicos de la postguerra. En octubre de 1946, se le designó para que se encargase durante el curso lectivo, «en la Sección de Funcionarios Diplomados del Ministerio [de Trabajo] de la Cátedra de Investigación Científica sobre estudios superiores de Derecho del Trabajo». El propio ministerio le encomendó «la preparación de unos estudios sobre la Organización Internacional de los problemas económicos y sociales».
Por decreto del Ministerio de Trabajo de marzo de 1947, fue nombrado presidente de la Comisión Especial encargada de la Revisión de los Balances, Cuentas y Actuaciones del Instituto Nacional de Previsión y sus Cajas Nacionales. Este nombramiento, también designado en la documentación como de vicepresidente de la Asesoría General Técnica de Previsión Social, le llevó a intentar obtener la excedencia forzosa en su cátedra. El cargo que ocupó, según expresaba en una carta a José Antonio Maravall, debía haber recaído en Severino Aznar, cuya imparcialidad para el ejercicio del mismo estaba en entredicho por haber sido asesor del propio Instituto con anterioridad. Es probable que, una vez trasladado a Zaragoza, pudiera simultanear el cargo con la cátedra.

## Principales obras
- Organización municipal, tesis doctoral inédita, 1903, publicada como Problemas de organización municipal, Madrid, Suc. de M. Minuesa de los Ríos, 1911.[1]
- La función legislativa en Inglaterra, Madrid, Fortanet, 1911. (Separado de los Anales de la Junta para la Ampliación de Estudios).[1]
- Tratado elemental de Derecho político comparado: teoría general del Estado moderno y su Derecho constitucional, Madrid, Reus, 1916, 19302. Obra declarada de mérito por el Consejo de Instrucción Pública (1920) y la Real Academia de Ciencias Morales y Políticas (1916).[1]
- La Democracia moderna (su génesis), Madrid, Espasa-Calpe, s. a.[1]
- Liberalismo, Madrid, Reus, 1926.[1] Reeditada en 2020.[3]
- Problemas económico-sociales de la postguerra: conferencias pronunciadas en la Escuela Social de Madrid, Madrid, 1944.[1]
- La Carta del Atlántico y la Carta de Filadelfia: reflexiones y documentos, Madrid, Escuela Social, 1945.[1]
- Temas económico-sociales de la actualidad, Madrid, Ministerio de Trabajo, 1946.[1]
- La Carta de las Naciones Unidas y la postdata soviética: el llamado caso de España ante la ONU, Madrid, Ministerio de Trabajo, 1947.[1]
- La tradición jurídica española y la Carta de San Francisco: conferencia pronunciada por… el día 14 de noviembre de 1946, Madrid, Ministerio de Asuntos Exteriores - Escuela Diplomática, 1946.[1]